# Алва Оґастус Ітон
А́лва Оґа́стус І́тон (англ. Alvah Augustus Eaton; 20 листопада 1865 — 29 вересня 1908) — американський ботанік-самоук, спеціаліст по папоротеподібним рослинам. Описав багато видів папоротей, орхідей і трав.

## Біографія
Алва Оґастус Ітон народився 20 листопада 1865 року в місті Сібрук, округ Рокінґгем штату Нью-Гемпшир, США. В 1878 році сім'я переїхала на сімейну ферму в Солсбері, штат Массачусетс, коли йому було дванадцять років. Навчався в Школі Патнем (англ. Putnam School), в Ньюберіпорті, там же він опанував чотирирічну середню освіту всього за два роки.
Після цього рік працював шкільним учителем в рідному Сібруку та ще три роки — в Каліфорнії, а також займався сільським господарством. Після повернення до Нової Англії Ітон займався і фермерством, і вчителюванням, доки слабке здоров'я не змусило його припинити викладацьку діяльність і стати флористом.
У вільний час займався вивченням флори північного сходу США, переважно — папоротями.
У вересні 1904 року Ітон одружився з Констанс Вілкінс, у них народилася одна дитина — син Фред В. Ітон.
Помер Ітон 29 вересня 1908 року в своєму домі в Істоні у віці 42 років.

## Наукова діяльність
Маючи лише середню освіту, А. О. Ітон самотужки ознайомився з багатьма результатами сучасної науки, опанував французьку, німецьку та латинську мови в достатній мірі для своїх потреб у систематиці, широко і ретельно освоїв місцеві флору та фауну, і перш за все, завоював авторитетну позицію у вивченні двох-трьох груп особливо складних рослин. Більшість із цього було зроблено, коли він займався роботою на фермі.
Ітон був членом Папоротевого відділення Ліннея (англ. Linnaean Fern Chapter), — підрозділу Асоціації Агассіз (англ. Agassiz Association), — попередника Американського папоротевого товариства (англ. American Fern Society). Він часто брав участь у випуску The Fern Bulletin — щоквартального наукового журналу, що спеціалізувався на птеридології та видавався спочатку Папоротевим відділенням Ліннея, а потім і Американським папоротевим товариством.
У 1898 році обирався секретарем Папоротевого відділення Ліннея, а в 1899 році — його президентом. 5 грудня 1902 року він був прийнятий нерезидентним членом Ботанічного клубу Нової Англії. Також Ітон був ініціатором створення гербарія для товариства і до своєї смерті, в 1908 році, був хранителем гербарія.
Останні шість років свого життя, з 1902 року, працював у Ботанічній лабораторії Еймса (англ. Ames Botanical Laboratory) в Істоні, штат Массачусетс. Він здійснив три польові виїзди у Флориду й одну в Європу для Ботанічної лабораторії Еймса.
Найбільш значущими вважаються роботи Ітона по північноамериканським видам роду Молодильник (Isoetes).
Більша частина його роботи документована в Гербарії Гарвардського університету. Документи складаються з шістнадцяти записників, написаних орієнтовно між 1895 та 1906 роками, чотирьох листів з 1899 до 1905 року та декількох рукописів без дати.

## Епонімія
- Isoetes × eatonii, R.Dodge, 1896

## Публікації
- Eaton A. A. The genus Isoëtes in New England // Fernwort Papers. — 1900. — P. 1—16.
- Eaton A. A. Pteridophytes observed during three excursions into Southern Florida // Bulletin of the Torrey Botanical Club. — 1906. — Vol. 33, no. 9. — P. 455—486.